# Earl Cameron
Earl Cameron (Pembroke, 1917. augusztus 8. – Kenilworth, 2020. július 3.) bermudai származású brit színész.

## Fontosabb filmjei
Mozifilmek
- Pool of London (1951)
- There Is Another Sun (1951)
- Emergency Call (1952)
- La grande speranza (1954)
- Simba (1955)
- The Woman for Joe (1955)
- Safari (1956)
- Odongo (1956)
- The Heart Within (1957)
- The Mark of the Hawk (1957)
- A gyűlölet áldozata (Sapphire) (1959)
- Killers of Kilimanjaro (1959)
- Tarzan the Magnificent (1960)
- No Kidding (1960)
- Láng az utcákon (Flame in the Streets) (1961)
- Tarzan's Three Challenges (1963)
- Guns at Batasi (1964)
- Tűzgolyó (Thunderball) (1965)
- The Sandwich Man (1966)
- Csata a föld alatt (Battle Beneath the Earth) (1967)
- Two a Penny (1967)
- Two Gentlemen Sharing (1969)
- A forradalmár (The Revolutionary) (1970)
- A Warm December (1973)
- Az üzenet (The Message) (1976)
- Al-risâlah (1976)
- Kuba (Cuba) (1979)
- Déjà Vu (1997)
- Az elveszett ereklye kalandorai – A Loculus-kód (Revelation) (2001)
- A tolmács (The Interpreter) (2005)
- A királynő (The Queen) (2006)
- Eredet (Inception) (2010)

Tv-filmek
- A nagy Kandinszky (The Great Kandinsky) (1995)
- Sosehol (Neverwhere) (1996)

Tv-sorozatok
- Ki vagy, doki? (Doctor Who) (1966, két epizódban)
- Leopárd és társai (The Zoo Gang) (1974, egy epizódban)
- Apukák (Babyfather) (2001–2002, három epizódban)
- Kísért a múlt (Waking the Dead) (2003, egy epizódban)
- Dalziel és Pascoe nyomoz (Dalziel and Pascoe) (2006, két epizódban)
- Baleseti sebészet (Casualty) (2008, egy epizódban)